# Friedhof Schwamendingen

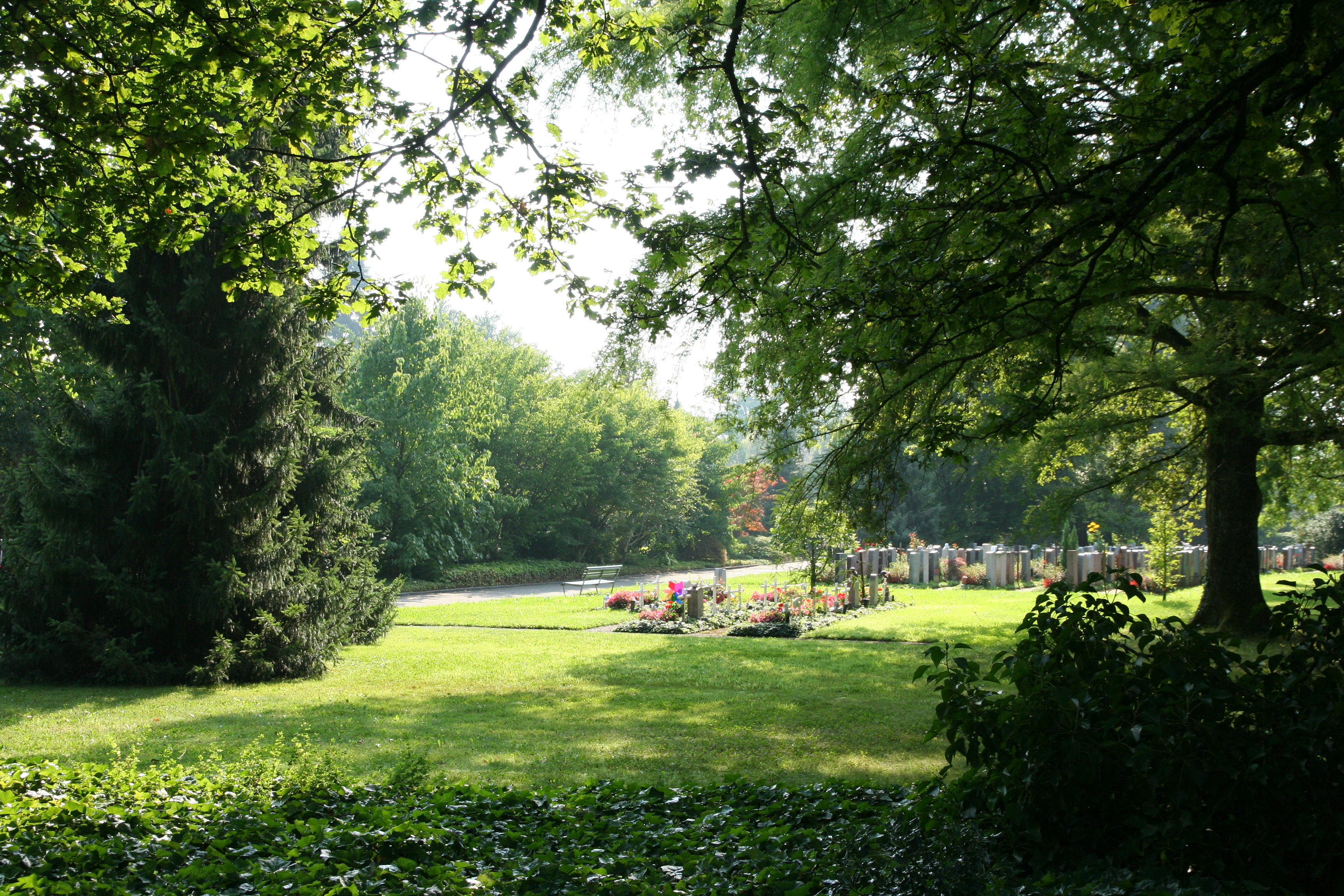
Friedhof Schwamendingen

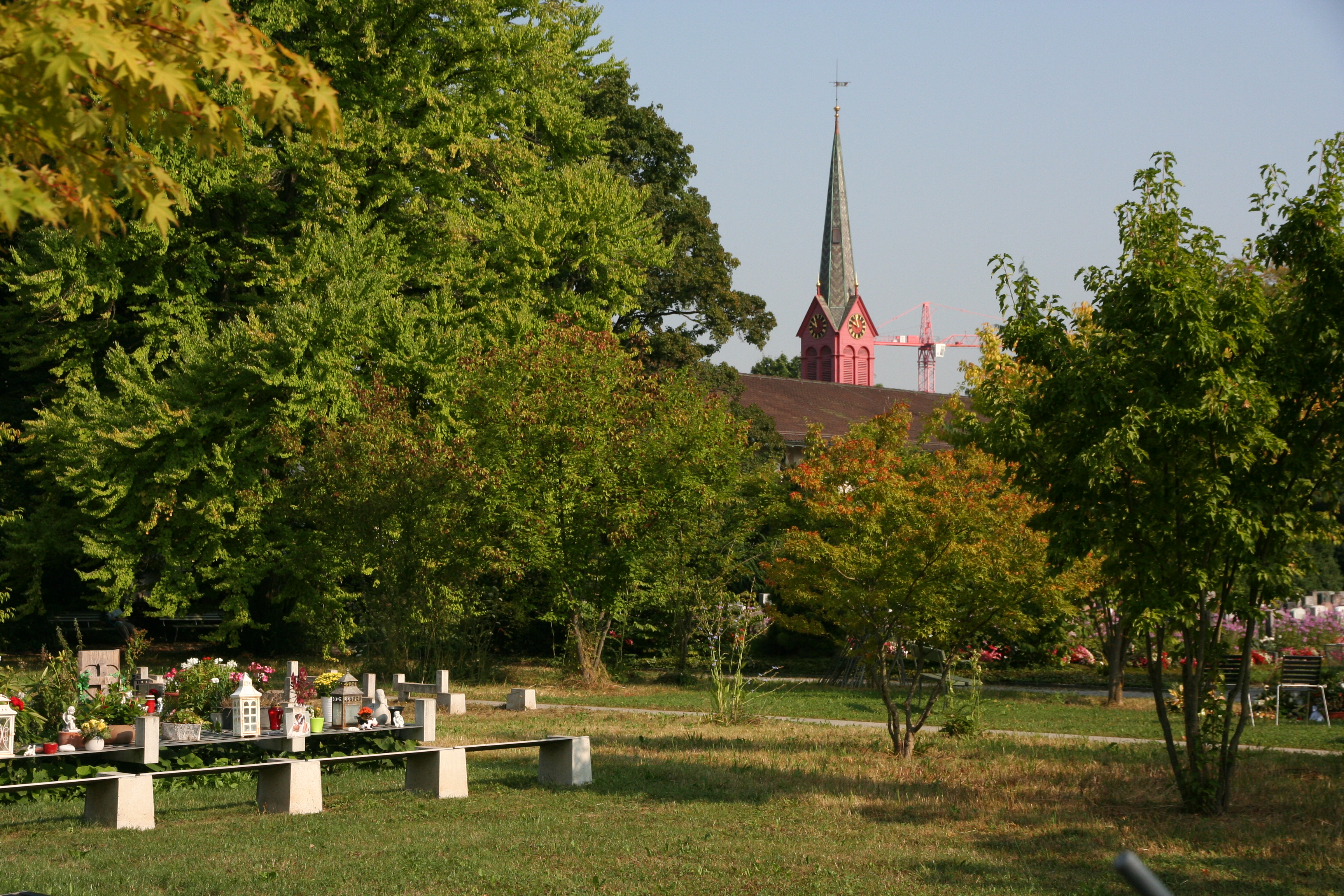
Neues Gemeinschaftsgrab mit ref. Kirche

Der Friedhof Schwamendingen ist der Friedhof vom Stadtteil Schwamendingen im Nordosten von Zürich. Er liegt an der Stettbachstrasse unweit des Schwamendingerplatzes.

## Geschichte
Bis ins 20. Jahrhundert wurden die Bewohner von Schwamendingen auf dem historischen Kirchhof der reformierten Kirche Schwamendingen bestattet. Infolge der Bevölkerungszunahme war der 1912 letztmals erweiterte Kirchhof im Jahr 1930 vollbelegt, sodass im gleichen Jahr an der Stettbachstrasse der Friedhof Schwamendingen eröffnet wurde. Da der Bauboom Schwamendingen stark wachsen liess, wurde der Friedhof Schwamendingen in den Jahren 1936–1938, 1958 und letztmals 1979–1982 wesentlich erweitert. Im Jahr 2011 eröffnete die Stadt Zürich auf dem Friedhof Schwamendingen ein zweites Gemeinschaftsgrab, da der Wunsch nach Beisetzungen in Gemeinschaftsgräbern weiter zunahm.

## Areal und Bauten
Der Friedhof Schwamendingen liegt im Zentrum des Stadtteils in unmittelbarer Nähe der reformierten Kirche Schwamendingen und der katholischen Kirche St. Gallus. Etwas Distanz zum belebten Zentrum erhält der Friedhof durch seine Lage an der zurückgesetzten Stettbachstrasse. Beim Haupteingang befinden sich das Verwaltungsgebäude und die Aufbahrungshalle. Auf den Bau einer Abdankungskapelle wurde wegen der Nähe zu den beiden Kirchen verzichtet. Die Aussenwand der Aufbahrungshalle besitzt ein Mosaik von Karl Hügin mit volkstümlichen Motiven und Symbolen. Gegenüber dem Eingangsportal steht ein Brunnen von Franz Fischer, der aus einem frei stehenden Pfeiler hinter einem flachen Bassin besteht. Die Pfeilerfront zeigt einen zum Himmel aufsteigenden Engel.
Die bauliche Entwicklung des Friedhofs lässt sich auf dem Areal gut ablesen: Die erste und zweite Etappe befinden sich in der Ebene beim Haupteingang und bilden mit ihrem annähernd orthogonalen Wegenetz eine Einheit. Am Rand dieses Geländes befindet sich das ältere Gemeinschaftsgrab. Dieses ist mit einer rechtwinkligen, offenen Mauer umgeben, in die Urnennischen eingelassen sind. Zum jüngeren Friedhofsteil führt von der Ebene eine Serpentine den Hang hinauf. Sie steigt an einem Biotop und den jüngeren Gräberfeldern vorbei bis zu einer Aussichtsterrasse, die den Blick auf den Norden Zürichs öffnet und bei gutem Wetter bis zu den Ostschweizer Alpen führt. Dieser jüngste Friedhofsteil ist mit Betonelementen gestaltet. Drei Bronzetafeln von Peter Meister aus den Jahren 1980–1982 versinnbildlichen das Werden, das Sein und die Überwindung.

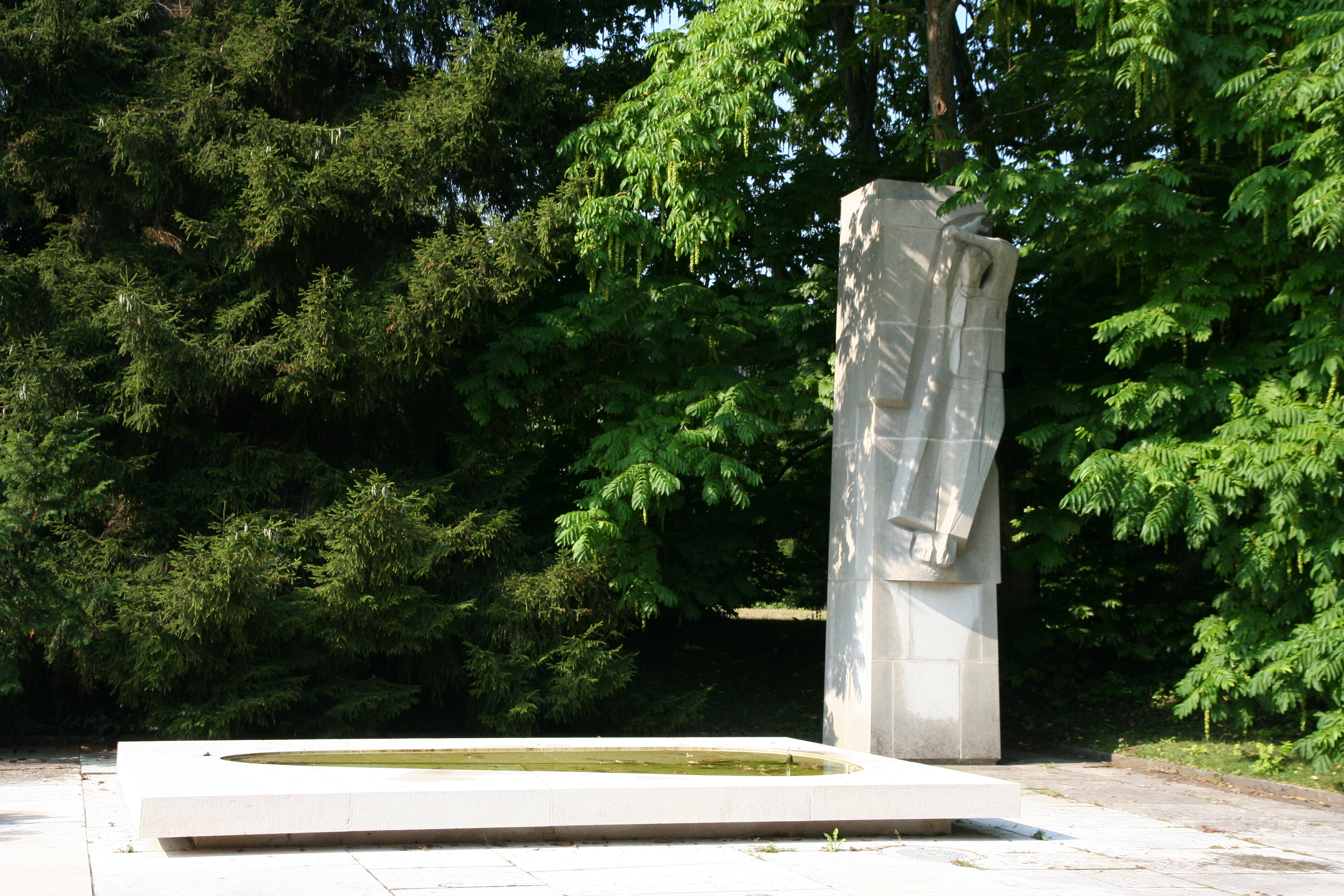
Brunnen von Franz Fischer
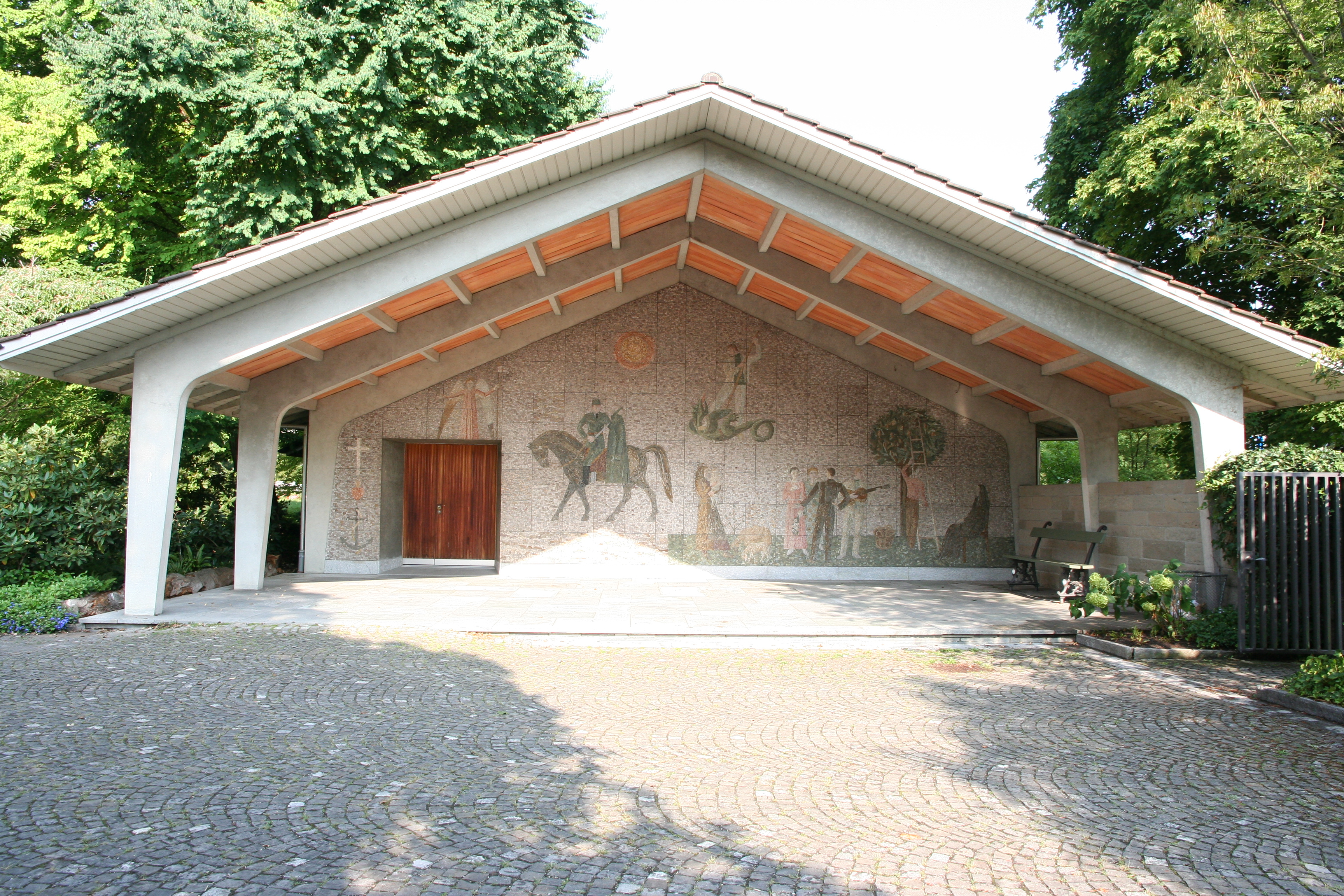
Aufbahrungshalle mit Mosaik von Karl Hügin
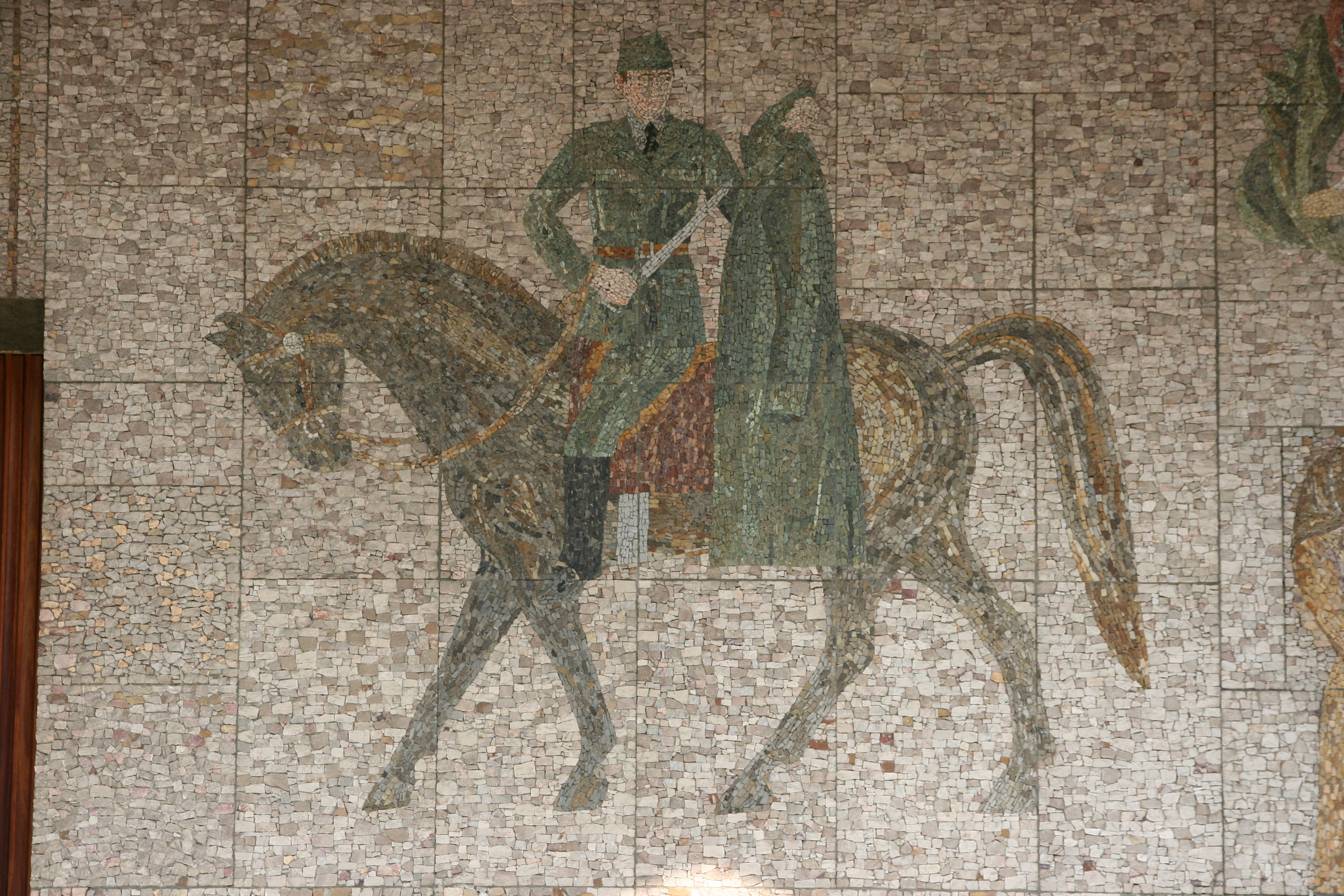
Heiliger Martin, Mosaik-Detail
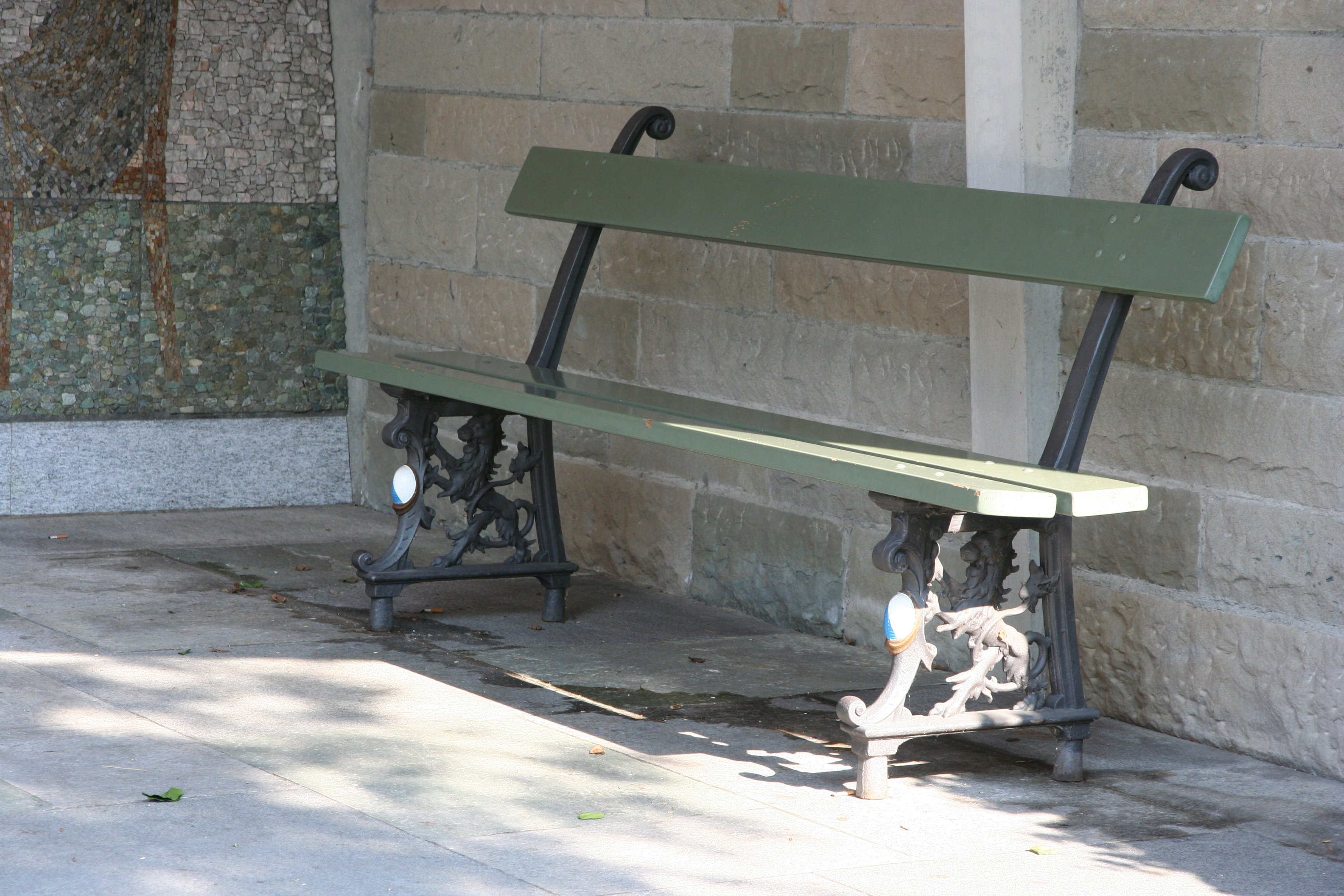
Historische Zürcher Sitzbank
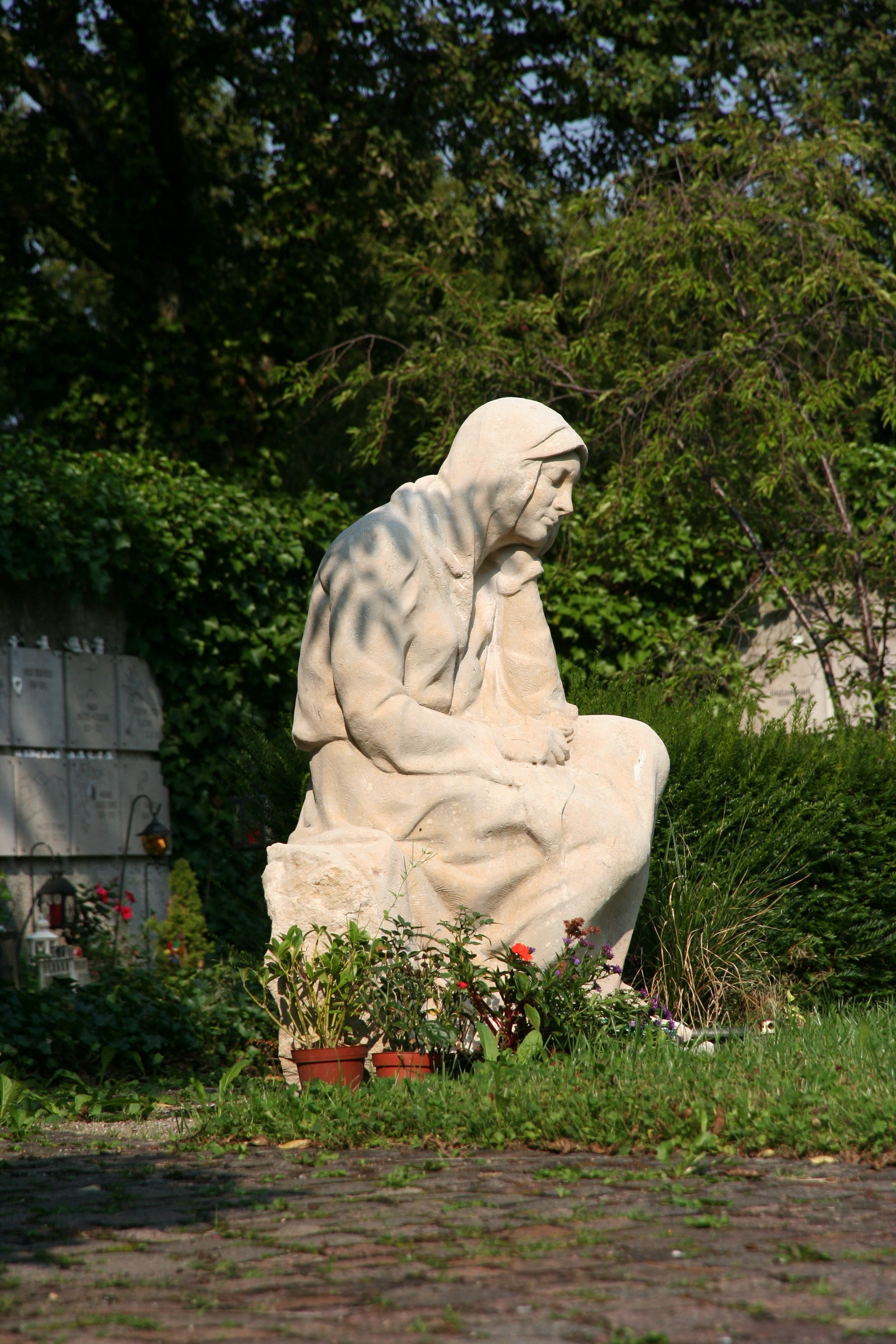
Trauernde, Figur auf altem Gemeinschaftsgrab